# Очеретине (заказник)
Очеретине — ландшафтний заказник місцевого значення. Об'єкт розташований на території Краматорського району Донецької області, на території Староварварівської сільської ради.
Площа — 158,8 га, статус отриманий у 2018 році.
Невеликі фрагменти псамофітного і типового різнотравно типчаково-ковилового степу. Флора урочища нараховує 178 видів,з них 5 є раритетними.